# (11847) Winckelmann
(11847) Winckelmann (1988 BY2) – planetoida z grupy pasa głównego asteroid okrążająca Słońce w ciągu 4,37 lat w średniej odległości 2,67 j.a. Odkryta 20 stycznia 1988 roku.